# Jorge Hank Rhon
Jorge Hank Rhon (Toluca, Estado de México, 28 de enero de 1956) es un empresario, ingeniero mecánico electricista y político mexicano. Es propietario de la compañía de apuestas deportivas más grande de México, Grupo Caliente. Sirvió desde diciembre de 2004 hasta febrero de 2007 como Presidente Municipal de Tijuana. Es hijo del Jefe del Departamento del Distrito Federal Carlos Hank González y de Guadalupe Rhon. La familia Hank tiene presuntos vínculos con el narcotráfico. Ha sido acusado de lavado de dinero, asesinato, arrestado por posesión de armas sin licencia y tráfico de animales exóticos.

## Biografía

### Estudios
Es egresado de la Universidad Anáhuac con la licenciatura como Ingeniero Mecánico Electricista. Gran parte de su vida se ha dedicado a administrar los negocios heredados por su padre además de fundar un gran emporio formado por casas de apuestas y juegos de azar. 

### Trayectoria empresarial
En 1980 fundó el Grupo Taos, y en 1985 cambió su residencia a Tijuana, Baja California donde asumió la operación del Hipódromo de Agua Caliente bajo una concesión, otorgada por el Ejecutivo Federal en 1973 debido a que el Hipódromo es patrimonio federal, la cual fue ampliada de manera extraordinaria hasta el año 1994, durante el gobierno del presidente Carlos Salinas de Gortari. 
A partir de la concesión del Hipódromo Agua Caliente, crea lo que hoy es el Grupo Caliente, una empresa que posee uno hipódromo convertido en galgódromo, hoteles, centros comerciales y una cadena de centros de apuestas con sucursales en 19 estados de México.

### Presidente municipal de Tijuana
En 2004 ingresó al terreno de la política como candidato a la presidencia del municipio de Tijuana, resultando triunfador derrotando al candidato del PAN Jorge Ramos Hernández y convirtiéndose en el primer miembro del PRI electo desde 1989. Asumió el cargo el 1 de noviembre del 2004.

### Candidatura a la Gubernatura de Baja California de 2007
Truncó su gestión después de 2 años (el término legal es de 3 años) al ser nombrado por la dirigencia de su partido como candidato de la Alianza para que Vivas Mejor (PRI-PVEM-PEBC) al gobierno de Baja California en las elecciones estatales de 2007. El 20 de junio de 2007 el Tribunal Electoral de Justicia Electoral del Estado Libre y Soberano de Baja California por mayoría y a solicitud de la Alianza por Baja California encabezada por el Partido Acción Nacional, anuló la candidatura de Hank Rohn por violar el artículo 42 de la Constitución local el cual prohíbe de manera expresa que un funcionario electo deje inconcluso su cargo para buscar otra candidatura. Dicha reforma fue aprobada por diputados panistas y priistas en el año 2001 a instancia del exgobernador Eugenio Elorduy Walther con el fin de evitar que funcionarios priistas y panistas dejaran inconclusos los cargos de elección popular, aún y cuando en el 2005 ese mismo Tribunal Electoral había determinado que debido a la redacción del referido artículo no se podía aplicar a Hank Rhon y éste si podía ser candidato a la gubernatura del Estado.
El Tribunal Electoral del Poder Judicial de la Federación determinó el 6 de julio de 2007 anular el dictamen del Tribunal Estatal, de acuerdo con las instancias y convenios internacionales firmados por México en materia electoral, restituyendo a Hank Rhon, la candidatura a Gobernador del Estado de Baja California
La elección en Baja California se llevó a cabo el domingo el 5 de agosto. De acuerdo con las encuestas de salida, conteos rápidos y los resultados publicados por el Instituto Estatal Electoral, Hank fue superado por su contrincante de la Alianza por Baja California (PAN-PANAL-PES), José Guadalupe Osuna Millán, por diez puntos porcentuales, ante ello Hank dio una conferencia de prensa el 7 de agosto en la cual aceptó su derrota electoral.
Sin embargo, su equipo de campaña, en días posteriores, optó por impugnar ante las autoridades electorales locales y federales buscando anular las elecciones en cuatro municipios bajacalifornianos (Ensenada, Mexicali, Tecate y Tijuana) así como la de gobernador, en donde obtuvo la victoria la Alianza por Baja California encabezada por el PAN. Después de varios meses y polémicas acciones, el Tribunal Electoral del Poder Judicial de la Federación ratificó al gobernador y los municipes electos, durante los últimos días de octubre y noviembre respectivamente.

### Candidatura al Gobierno de Baja California de 2021
Hank Rhon se mantuvo en contención para buscar la gubernatura del Estado de Baja California bajo el siglado del PRI, sin embargo, la Alianza "Vamos por Baja California" determinó que el candidato a Gobernador debía ser una mujer panista, por lo que Hank quedó descartado. Posteriormente, intentó llegar a la candidatura por medio del partido Redes Sociales Progresista, quien también lo descartó. Al final registró su candidatura por medio del Partido Encuentro Solidario.

## Controversias

### Muerte de Héctor Félix Miranda
El 20 de abril de 1988 el periodista Héctor "El Gato" Félix Miranda fue asesinado camino a su trabajo. Los asesinos resultaron ser guardias de seguridad de empresas de Jorge Hank, uno de los cuales había trabajado también para su padre, Carlos Hank. "El Gato" había sido un duro crítico de la familia Hank; hasta el día de hoy, el semanario independiente en Tijuana, ZETA, publica una página completa con letras blancas: "Jorge Hank: ¿Por qué tus guardaespaldas me asesinaron?".

### Detención en 1991
Ha sido conocido por diversos gustos considerados como excéntricos, entre los que están su afición a los animales exóticos y las pieles de animales. En 1991 fue detenido en el Aeropuerto Internacional de la Ciudad de México procedente de Japón, porque en su equipaje contenía artículos fabricados con animales exóticos y en peligro de extinción, así como perlas y demás artículos de lujo. En esa ocasión fue acusado de contrabando, pero posteriormente fue absuelto.

### Detención en 2011
El 4 de junio de 2011 es detenido por miembros del ejército mexicano en su residencia de la ciudad fronteriza de Tijuana, encontrándose con 88 armas de fuego entre largas y cortas y más de 9 mil cartuchos. El 14 de junio de 2011, la Jueza Novena de Distrito en el Estado de Baja California, con residencia en Tijuana, Blanca Evelia Parra Meza, informó bajo el oficio DGCS/NI:27/2011, a través de la Dirección General de comunicación social, del Consejo de la Judicatura el Poder Judicial de la Nación, que a las veintitrés horas con diez minutos del trece de junio del dos mil once, se decreta en el punto resolutivo primero, auto de libertad por falta de elementos para procesar. En su liberación del Penal "El Hongo" en Tecate, Baja California, Jorge Hank Rohn fue retenido por autoridades estatales para que rindiera declaraciones sobre su presunta vinculación con un asesinato de una mujer en 2009, pero cerca de 7 horas más tarde fue liberado nuevamente por la Juez de Distrito por falta de evidencias. en el cual varios sectores de la prensa nacional e internacional reaccionaron considerando una decisión ridícula así como un retroceso de la justicia mexicana
Ante la sospecha de que las imputaciones delictivas contra Jorge Hank Rhon, obedecían a una estrategia de orden político, el vocero de seguridad del Gobierno federal, Alejandro Poiré, precisó que "el presidente Felipe Calderón no dio la orden para que se realizara el operativo en el que fue detenido Jorge Hank Rhon." De igual manera la Secretaría de Gobernación (Segob), deslindó a José Francisco Blake Mora de la detención de Hank Rhon." Debido a las imputaciones penales, el Club Tijuana de fútbol, del cual su grupo inversionista es propietario, se cuestionó desafiliación de la Primera División Mexicana. Aunque la Federación Mexicana de Fútbol desmintió alguna desafiliación ya que el propietario en las actas es su hijo Jorge Alberto Hank Inzunsa.

## Familia
En 1979 se casó con Dolores Inzunza Armas con quien tuvo tres hijos: 
| - César Hank Inzunza - Jorge Alberto Hank Inzunza - María Hank Inzunza |

Mantuvo una relación con Marcela Talancón de la que nace Carlos Emilio Hank Talancón
Después del divorcio con su primera esposa, Hank Rhon y Minerva Krauss Villalpando se encuentran en una relación en la que tuvieron 5 hijos
| - Sergio Hank Krauss - Jorge Hank Krauss - Tigre Hank Krauss - Lobo Hank Krauss - María Hank Krauss |

En 1996 contrae nupcias con María Elvia Amaya Araujo quien falleció el 8 de septiembre de 2012 víctima de cáncer de médula. Jorge Hank Rhon reconoce como sus hijos a Alejandro Hank Amaya, Mara Hank Amaya, Ana Guadalupe Hank Amaya, Carlos Andrés Hank Amaya, José María Hank Amaya y Rodrigo Hank Amaya, aun cuando son hijos del matrimonio previo de Maria Elvia. Fruto del matrimonio con Jorge Hank Rhon, nacen: María Guadalupe Hank Amaya, Jorge Carlos Hank Amaya y Nirvana Hank Amaya
En 2018, el empresario contrajo matrimonio con Carolina Sol Kabande, con quien procreó a Jorel Hank Kabande y Oso Hank Kabande. Se divorciaron en 2021.